# كلود غونسالفيس
كلود غونسالفيس (9 أبريل 1994 في فرنسا - ) هو لاعب كرة قدم فرنسي في مركز الوسط. شارك مع منتخب البرتغال تحت 20 سنة لكرة القدم. أما مع النوادي، فقد لعب مع نادي أجاكسيو.

## وصلات خارجية
- كلود غونسالفيس على موقع الاتحاد الأوربي (الإنجليزية)
- كلود غونسالفيس على موقع قاعدة بيانات كرة القدم.إي يو (الإنجليزية)
- كلود غونسالفيس على موقع ليكيب (الفرنسية)
- كلود غونسالفيس على موقع Soccerway.com (الإنجليزية)
- كلود غونسالفيس على موقع عالم كرة القدم.نت (الإنجليزية)
- كلود غونسالفيس على موقع AS.com (الإسبانية)